# Pseudosindora palustris
Pseudosindora palustris är en ärtväxtart som beskrevs av Symington. Pseudosindora palustris ingår i släktet Pseudosindora och familjen ärtväxter. Inga underarter finns listade i Catalogue of Life.